# Delta Perlové řeky

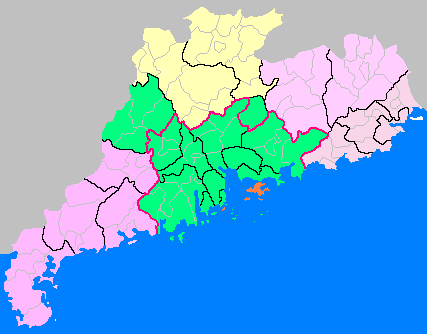
Správní členění delty Perlové řeky vyznačeno zeleně na mapě Kuang-tungu

Delta Perlové řeky (čínsky v českém přepisu Ču-ťiang san-ťiao-čou, pchin-jinem Zhūjiāng sānjiǎozhōu, znaky 珠江三角洲) je oblast říční delty u Jihočínského moře v provincii Kuang-tung v Čínské lidové republice. Je tvořena Perlovou řekou a dalšími řekami, především Si-ťiangem, Pej-ťiangem a Tung-ťiangem. Ze správního hlediska bývají za deltu Perlové řeky považována subprovinční města Kanton a Šen-čen, městské prefektury Ču-chaj, Tung-kuan, Čung-šan, Fo-šan, Chuej-čou, Ťiang-men, Čao-čching a zvláštní správní oblasti Čínské lidové republiky Hongkong a Macao. Jedná se tak o oblast se zhruba 120 milióny obyvatel.
Zdejší velké přístavy, šenčenský, kantonský a hongkongský, patří k největším kontejnerovým přístavům na světě.